# 飯田耕一郎
飯田 耕一郎（いいだ こういちろう、1951年 8月24日 - ）は、日本の漫画家、漫画評論家。京都府京都市左京区出身。

## 来歴
1969年2月、「奇人クラブ」（村岡栄一、岡田史子、つか絵夢子らを輩出した同人会）に入会。1970年に虫プロ商事「COM」への持ち込みを経て、社員として入社。その後、同社「ファニー」、芸文社「コミックVAN」の編集者を経て漫画家になる（「COMコミックス」1972年4・5月合併号（虫プロ商事）掲載「けだるい時」でデビュー）。以後、三流劇画誌やニューウェーブコミック誌を中心に活躍。一時期には雑誌『相撲』で現役力士の伝記漫画も描いた。また、創作者として漫画を描きつつ、同時に漫画評論活動も行った。秋草学園短期大学の文化表現学科で講師を務めたこともある。

## 漫画単行本
- 美亜子、風に揺れる街（サン出版、1982年）
- 美宏の季節（けいせい出版、1982年）
- 沙の悪霊（徳間書店、1983年）
- 邪学者姫野命シリーズ 逢魔（白夜書房、1985年）
- 邪学者姫野命シリーズ1　麒麟伝（徳間書店、1986年）
- 邪学者姫野命シリーズ2　憑依伝（徳間書店、1986年）
- 邪学者姫野命シリーズ3　幽境伝（徳間書店、1987年）
- 邪学者姫野命シリーズ4　鬼魂伝（徳間書店、1987年）
- 邪学者姫野命シリーズ5　巫覡伝（徳間書店、1988年）
- 冬の春売り（東京三世社、1986年、ISBN 978-4885705137）
- 婀穹昇伝（けいせい出版、1982年）
- マンガ心理学入門「性格にはこんなタイプがある」（力富敬子と共著）（力富書房、1987年）
- マンガ心理学入門「自分を活かす生き方・殺す生き方―適応の心理」（榎本博明と共著）（力富書房、1988年）
- マンガ 密教念力〈胎蔵界篇〉超人への道（桐山靖雄、大塚英志と共著）（徳間書店、1988年）
- マンガ 密教念力〈金剛界篇〉超人になってとべ（桐山靖雄、大塚英志と共著）（徳間書店、1989年）
- マンガ 密教念力〈即身成仏篇〉（桐山靖雄と共著）（徳間書店、1989年）

## その他著作
- 耳のない兎へ（北宋社、1980年）
- マンガは世界三段跳び（亀和田武、有川優と共著）（本の雑誌社、1980年）